# Qassem al-Rimi
Qassem al-Rimi là một công dân Yemen người bị cáo buộc là một chỉ huy cấp cao của một nhóm dân quân Hồi giáo.
Al-Rimi là một trong 23 người trốn thoát trong vụ vượt ngục ngày 3 tháng 2 năm 2006 ở Yemen, cùng với các thành viên al-Qaeda đáng chú ý khác. Ông sau đó xuất hiện vì có liên hệ tới vụ đánh bom cảm tử tháng 7 năm 2007 giết chết 8 khách du lịch Tây Ban Nha. Năm 2009, chính phủ Yemen tố cáo ông chịu trách nhiệm về việc hoạt động của các trại huấn luyện al-Qaeda tại tỉnh Abyan. Theo các lời ghi nhận thì ông bị giết trong một cuộc đột kích ngày 4 tháng 1 năm 2010 của lực lượng an ninh Yemen, mặc dù chưa được xác nhận. Tuy nhiên, theo tin tình báo ngày 15 tháng 1 năm 2010 nói rằng ông bị hạ sát trong một chiến dịch không kích ngày thứ Sáu, 15 tháng 1 năm 2010.
Theo sau lời ghi nhận về cái chết, Al Rimi được mô tả là chỉ huy quân sự cho Al-Qaeda tại bán đảo Ả Rập.
Ông được xác nhận là đã "dàn dựng" âm mưu nổ bom tự sát ngày 25 tháng 12 năm 2009 của Umar Farouq Abdulmutallab gốc Nigeria